# Wojna o Pacyfik
Wojna o Pacyfik (nazywana też „wojną o saletrę” lub „saletrzaną”) – konflikt zbrojny w latach 1879–1884, pomiędzy Chile i połączonymi siłami Boliwii i Peru. Wojna zakończyła się zwycięstwem Chile, które zdobyło terytorium bogate w surowce mineralne i odcięło Boliwii dostęp do Pacyfiku. Peru straciło swoją prowincję Tarapacá, a Boliwia dostęp do morza (prowincja Litoral).

## Przyczyny
Wojna ta wzięła swój początek od sporu, jaki wynikł pomiędzy Chile a Boliwią o część pustyni Atakama leżącą pomiędzy 23. i 25. równoleżnikiem na wybrzeżu Oceanu Spokojnego. Na obszarze tym znajduje się wiele cennych złóż (w szczególności guano i saletra), które wydobywały w tym czasie firmy brytyjskie i chilijskie. Podniesienie podatków przez Boliwię dla tych przedsiębiorstw szybko przerodziło się w konflikt dyplomatyczny, a później w wojnę.

## Spór graniczny
Granice spornego terenu nie zostały ustalone aż do 1866, kiedy to Chile i Boliwia doszły do porozumienia i podpisały traktat, który ustanawiał granicę na 24. równoleżniku. Drugi traktat w 1874 zastąpił pierwszy i upoważniał Boliwię do pobierania wszystkich podatków z obszaru pomiędzy 23. i 24. równoleżnikiem, ale jednocześnie zostały ustanowione stałe stawki podatku dla chilijskich firm wydobywczych na okres 25 lat. Takie warunki traktatu stale prowadziły do niezadowolenia Boliwii, bo na miejscu Chilijczyków zaczęli się pojawiać Brytyjczycy, którzy wkrótce przejęli kontrolę nad większością przemysłu wydobywczego i zagrozili posiadaniu Chile.

## Kryzys i wybuch wojny
W 1878 boliwijski rząd prezydenta Hilariona Daza zdecydował się na podwyższenie stawek podatku dla chilijskich przedsiębiorstw mimo sprzeciwu rządu chilijskiego z prezydentem Anibalem Pinto, który argumentował, że traktat z 1874 nie pozwalał na zmianę opłat. Kiedy towarzystwo kolejowe Antofagasta Nitrate odmówiło zapłaty podatku, rząd Boliwii zagroził konfiskatą majątku wszystkim, którzy stawialiby opór. To spowodowało natychmiastową reakcję Chile, które wysłało swój okręt w grudniu 1878 na miejsce konfliktu. Boliwia jednak nie ugięła się i zarządziła konfiskatę oraz sprzedaż majątku opornej firmy 14 lutego 1879. Chile zagroziło tym, że takie posunięcie Boliwii spowoduje nieważność traktatu z 1874. W dniu konfiskaty 200 żołnierzy chilijskich dokonało desantu i opanowało bez walki port w Antofagaście.
W obliczu takiego aktu wrogości Boliwia wypowiedziała wojnę agresorowi 1 marca 1879 i wprowadziła w życie swój tajny sojusz obronny z Peru z 1873. Peruwiański rząd był zdecydowany wykonać zobowiązania wynikające z sojuszu i przeciwstawić się zaborczej polityce Chile, jednocześnie obawiano się, że sojusznicy nie są wystarczająco dobrze przygotowani do konfliktu i dlatego najpierw zdecydowano się rozwiązać konflikt drogą dyplomatyczną. Jednak spotkania na najwyższym szczeblu pomiędzy rządami Chile i Peru nie przyniosły rezultatu. Chile wypowiedziało wojnę aliantom 5 kwietnia 1879. Tak więc Peru stało się stroną wojującą, mimo że nie pozostawało w pierwotnym sporze.
Sojusznicy próbowali wciągnąć do wojny Argentynę, która także pozostawała w sporze granicznym z Chile o Patagonię. Argentyna wybrała jednak pokojowe metody załagodzenia zatargu i nie przyłączyła się do wojny.

## Działania wojenne

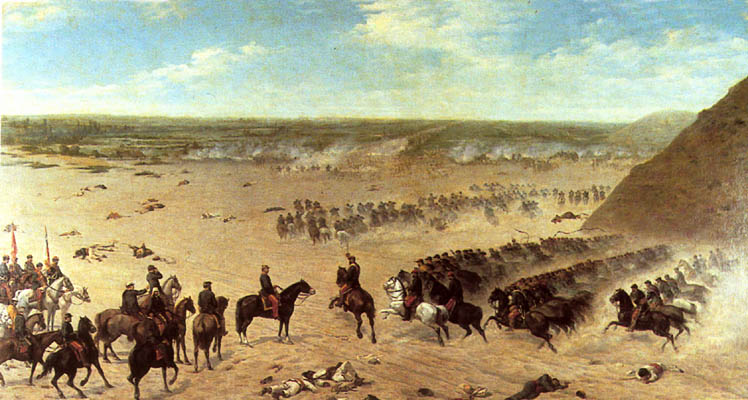
Bitwa pod Chorrillos

Boliwia po kilku krótkotrwałych rządach stanęła w obliczu wojny całkowicie do niej nieprzygotowana. Od początku konfliktu stało się jasne, że kluczem do zwycięstwa będzie uzyskanie panowania na morzu ze względu na trudność prowadzenia działań na pustynnym terenie. Boliwia nie posiadała marynarki, a Peru po gospodarczym załamaniu zostało bez pieniędzy na zakup okrętów i szkolenie marynarzy. Większość peruwiańskich okrętów była przestarzała i niezdolna do działania, z wyjątkiem monitora „Huascar” i fregaty pancernej „Independencia”. Chile natomiast posiadało armię dobrze wyszkoloną i uzbrojoną, chlubę sił zbrojnych stanowiła marynarka dysponująca nowoczesnymi okrętami, niedawno zakupionymi za granicą.
Pierwszą bitwą wojny było starcie pod Topater 23 marca 1879. Chilijskie siły zmierzające do Calamy w liczbie 554 żołnierzy (w tym kawaleria) napotkały 135 żołnierzy boliwijskich. Boliwijczycy, okopani w pobliżu dwóch zniszczonych mostów, odrzucili wszystkie wezwania do poddania się zarówno przed bitwą, jak i w jej trakcie. Duża przewaga liczebna Chilijczyków oraz kończąca się amunicja spowodowały, że większość Boliwijczyków wycofała się, z wyjątkiem małej grupy pod dowództwem płk. Eduardo Abaroy, który walczył do końca.
Sytuacja na lądowym teatrze działań wojennych ustabilizowała się, aż do czasu rozstrzygnięcia sytuacji na morzu.

## Działania na morzu
Pod dowództwem kontradmirała Juana Williamsa Rebolledo chilijska marynarka i jej dwa pancerniki – „Almirante Cochrane” i „Blanco Encalada”, zaczęły operować w pobliżu peruwiańskich i boliwijskich wybrzeży. Port w Iquique został 5 kwietnia zablokowany, a Huanillos, Mollendo, Pica i Pisagua ostrzelane, zniszczono tam także urządzenia portowe. Działania te zmierzały do odcięcia handlu z aliantami (w szczególności do uniemożliwienia eksportu saletry i importu broni).
Peruwiańska marynarka nie pozostawała dłużna i „Huascar” pod dowództwem komandora Miguela Grau dokonał szeregu niszczycielskich rajdów na wody przeciwnika. Zamierzano w ten sposób ściągnąć chilijskie okręty z powrotem na południe i odciągnąć uwagę od własnych wybrzeży, aby z powrotem uruchomić handel niezbędny dla funkcjonowania sił sojuszniczych. Miano przy tym unikać kontaktu z głównymi siłami przeciwnika, który dysponował dużą przewagą. Bitwa pod Chipana była pierwszą bitwą morską w tym konflikcie. 12 kwietnia 1879 peruwiańskie korwety „Unión” i „Pilcomayo” natknęły się na chilijską korwetę „Magallanes”, która podążała do Iquique. Po 2-godzinnym pojedynku artyleryjskim, „Unión” zaczął mieć problemy z napędem. To spowodowało odwołanie pościgu, a „Magallanes” uciekł bez większych przeszkód.
Jednym z celów blokady Iquique było zmuszenie peruwiańskiej floty do przybycia pod Iquique, gdzie mogłaby być zniszczona. Ponieważ jednak Peruwiańczycy, zdając sobie sprawę z mniejszej wartości swoich okrętów, nie zdecydowali się na podjęcie walnej bitwy, kontradmirał Williams zmienił plan i 16 maja wyruszył z głównymi siłami floty pod główną peruwiańską bazę morską Callao. Siły chilijskie nie zastały jednak pod Callao przeciwnika, gdyż w tym samym czasie główne siły peruwiańskiej floty wyruszyły do portu Arica i obie eskadry minęły się na morzu bez kontaktu ze sobą. Na skutek osłabienia blokady Iquique Peruwiańczycy zdecydowali zaatakować tam. 21 maja 1879 doszło do bitwy pod Iquique, w której peruwiańskie okręty pancerne „Huascar” i „Independencia” przełamały chilijską blokadę tego portu, którą pełniły korweta „Esmeralda” i kanonierka „Covadonga” – dwa najstarsze okręty we flocie Chile i w dodatku z drewnianymi kadłubami. „Huascar” zatopił „Esmeraldę”, lecz podczas pościgu za „Covadongą”, „Independencia” osiadła na mieliźnie w Punta Gruesa, w następstwie czego została zniszczona (druga faza tego starcia bywa też nazywana bitwą pod Punta Gruesa).

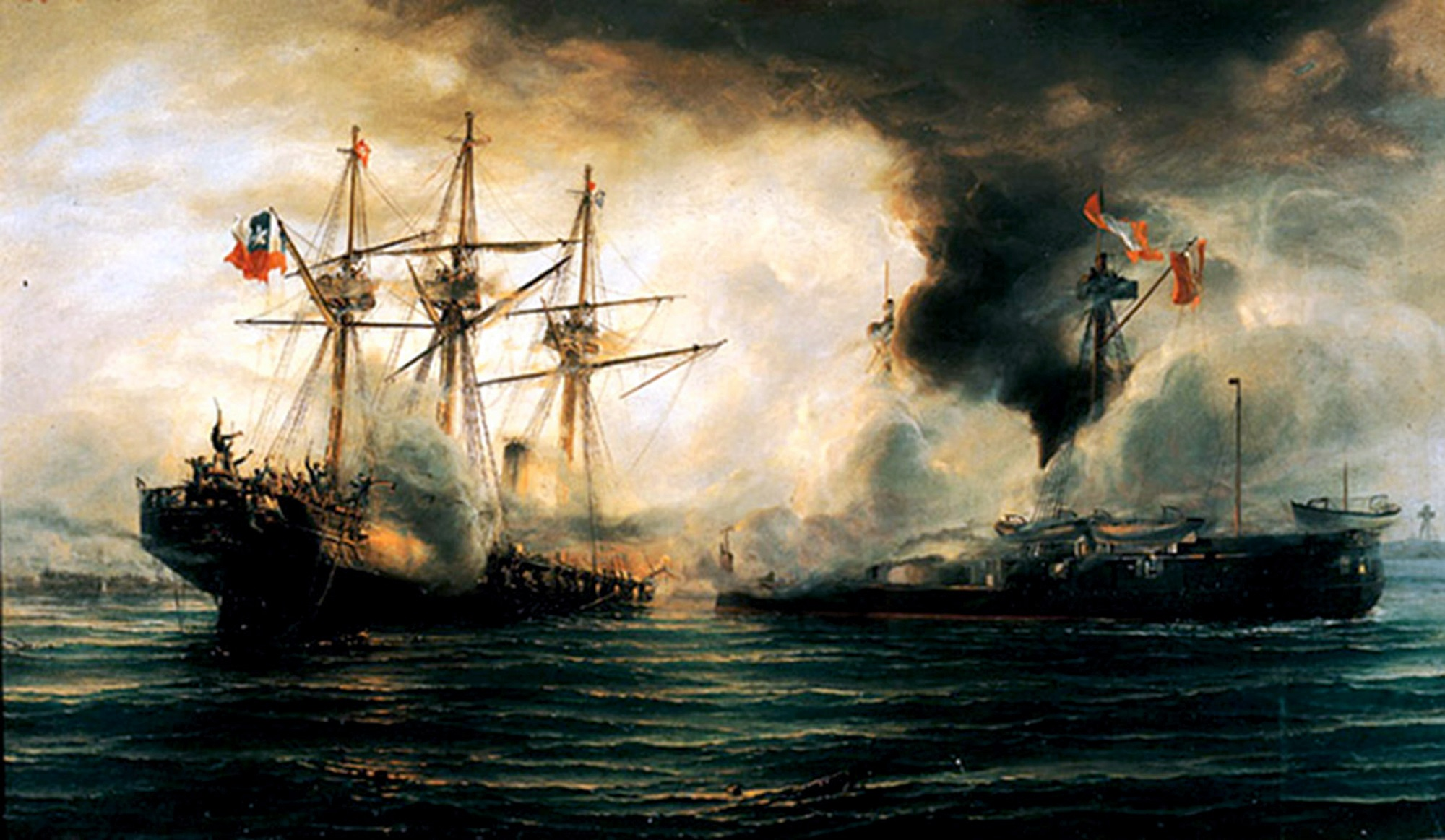
Pojedynek „Esmeraldy” i „Huascara” pod Iquique

Chilijska marynarka straciła więc drewnianą korwetę i dowodzącego nią komandora porucznika Arturo Prata, który odważył się zmierzyć z pancernikiem, nie mając większych szans na wygraną i stał się po śmierci chilijskim bohaterem narodowym. Komandor Miguel Grau zyskał sławę i szacunek zarówno wśród rodaków, jak i wrogów, dzięki uratowaniu rozbitków z „Esmeraldy” i wysłaniu kondolencji do wdowy po kapitanie Pracie. Peruwiańczycy stracili jednak potężną fregatę pancerną „Independencia” i już tylko „Huascar” był jedynym okrętem, który mógł powstrzymać chilijski desant na sporne terytorium.
Przez 6 kolejnych miesięcy „Huascar” przemierzał ocean i skutecznie odcinał chilijskie linie zaopatrzeniowe, prowadząc działania rajderskie. Grau pokazał nadzwyczajne umiejętności i sam z pojedynczym okrętem potrafił skutecznie wstrzymywać całą chilijską marynarkę. Odzyskał wcześniej zdobyte przez Chile peruwiańskie transportowce i poważnie uszkodził porty używane przez chilijską marynarkę. Działania te są znane jako Correrías del Huáscar (Wyczyn Huascara), a sam Grau zyskał dzięki nim stopień kontradmirała. „Huascar” m.in.: uszkodził porty w Cobija, Tocopilla, Platillos i Mejillones, Huanillos, Punta de Lobo, Chanaral, Huasco, Caldera, Coquimbo & Tatal; zatopił 16 chilijskich transportowców i uszkodził okręty „Blanco Encalada”, „Abtao”, „Magallanes” i „Matías Cousiño”; jego łupem padły statki: „Emilia”, „Adelaida Rojas”, „E. Saucy Jack”, „Adriana Lucía”, „Rimac” i „Coquimbo”; odzyskał peruwiańskie transportowce „Clorinda” i „Caquetá”; zniszczył baterie dział w Antofagaście oraz zerwał połączenie telegraficzne (przebiegające kablem podmorskim) pomiędzy Valparaiso i Antofagastą.
Sukcesy „Huascara” w dezorganizowaniu chilijskiej komunikacji, a zwłaszcza zdobycie statku „Rimac” 23 lipca, wiozącego szwadron kawalerii, spowodowały w Chile demonstracje antyrządowe oraz zmiany w rządzie i dowództwie floty, m.in. Juana Williamsa zastąpił na stanowisku dowódcy floty komandor Galvarino Riveros Cárdenas. Chilijczycy przygotowali główny zespół floty specjalnie w celu przechwycenia monitora, remontując swoje okręty dla osiągnięcia większych prędkości. Ostatecznie 8 października 1879 główne siły chilijskiej floty zdołały przechwycić „Huascara”. Po dwóch godzinach zaciekłej walki z udziałem okrętów „Blanco Encalada”, „Covadonga” i „Almirante Cochrane” (znanej jako bitwa pod Angamos) i po 76 trafieniach peruwiański okręt został uszkodzony i zdobyty, a jego dowódca kontradmirał Grau zginął.
Po utracie „Huascara” już nic nie stało na przeszkodzie chilijskiej komunikacji morskiej i kampania na morzu zakończyła się, a marynarka Chile bezspornie panowała na całym wybrzeżu, wzmocniona ponadto „Huascarem”. Dwa pozostałe peruwiańskie monitory, „Atahualpa” i „Manco Cápac” miały zbyt niską prędkość i nadawały się jedynie do obrony portów w Arica i Callao, natomiast pozostałe okręty były drewniane, o małej wartości bojowej.

## Wojna na lądzie
Chile,
     Boliwia,
     Peru,
     Argentyna.

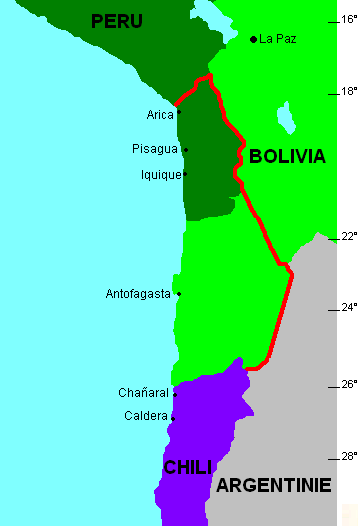
Granice pomiędzy Chile, Boliwią i Peru przed wybuchem wojny z zaznaczoną obecną granicą tych państw (czerwony –
w linii=tak).
Chile,
Boliwia,
Peru,
Argentyna.

Po uzyskaniu panowania na morzu armia chilijska przystąpiła do inwazji na Peru. Boliwijska armia, niezdolna do odzyskania prowincji Litoral, dołączyła do peruwiańskich sił mających bronić kraju w pobliżu Tarapacá i Tacna.
2 listopada 1879 został ostrzelany z morza mały port w Pisagua oraz w Junín Cove (500 km na północ od Antofagasty), następnie siły chilijskie przeprowadziły desant w sile 2100 ludzi, mając przeciwko sobie 1160 żołnierzy wojsk sojuszniczych. Desant powiódł się, a miasto zostało zdobyte. Pod koniec dnia generał Erasmo Escala i 10 tys. żołnierzy chilijskich utworzyło przyczółek i odizolowało prowincję Tarapacá od reszty Peru, zarazem odcinając generała Juana Buendię od posiłków.
Podczas marszu na miasto Iquigue 6-tysięczna armia chilijska powstrzymała silny kontratak wojsk sojuszniczych (7,4 tys. żołnierzy) podczas bitwy w San Francisco, obie strony poniosły tam duże straty. Boliwijska część armii wycofała się w czasie bitwy, zmuszając Peruwiańczyków do odwrotu do miasta Tarapacá. 4 dni później miasto Iquique było już w rękach chilijskich, którzy nie napotkali tam większego oporu.
Escala wysłał część wojsk w sile 3,6 tys. piechoty i kawalerii, aby wyprzeć resztę armii peruwiańskiej, którą szacowano na mniej niż 2 tys. źle wyszkolonych i zdemoralizowanych ludzi. W bitwie pod Tarapacá – 27 listopada Chilijczycy zmierzyli się z Peruwiańczykami, ale sytuacja wyglądała inaczej, niż przewidywano, bo peruwiańska armia prawie dwukrotnie przewyższała siły wroga i cechowała się dobrym morale. Peruwiańczycy poprowadzeni przez płk. Andresa Caceresa odparli przeciwników, którzy pozostawili po sobie duże ilości zaopatrzenia i amunicji. Zwycięstwo to jednak nie miało dużego wypływu na dalsze działania. Gen. Buendia z teraz tylko z 4 tysiącami ludzi zarządził 18 grudnia odwrót na północ do Arica.
Nowa chilijska ekspedycja wylądowała 24 lutego 1880 w zatoce Pacocha w sile 12 tys. ludzi. W rezultacie tej akcji prowincje Tacna i Arica zostały odizolowane, co pozbawiło Peruwiańczyków złudzeń na posiłki z wnętrza kraju.
7 czerwca 7 tys. Chilijczyków wspieranych przez marynarkę z powodzeniem zaatakowało peruwiański garnizon w Arica. Była to jedna z najtragiczniejszych bitew tej wojny: poległo 474 Chilijczyków i 1 tys. Peruwiańczyków, którzy bohatersko walczyli do samego końca.
W październiku 1880 USA nieskutecznie próbowały mediacji w konflikcie. Peru i Boliwia odrzuciły roszczenia terytorialne Chile i opuściły konferencję pokojową. W styczniu 1881 armia chilijska posuwała się w kierunku stolicy Peru, Limy.
Regularna armia peruwiańska i słabo uzbrojeni cywile przygotowywali się do obrony. Chilijczycy po wygranych w bitwach pod San Juan i Miraflores weszli do Limy w styczniu 1881; jej przedmieścia zostały spalone, a miasto barbarzyńsko złupione.

## Okupacja Peru
Przy praktycznej anarchii w Peru i braku rządu centralnego chilijskie siły podchodziły już do północnych rejonów kraju w Cajamarca. Mimo tego armia okupantów nie mogła jeszcze do końca ujarzmić przeciwników. Chilijczycy grabili wszelkie bogactwa oraz wywozili dzieła sztuki i zabytki.
Opór peruwiański trwał jeszcze przez 3 lata (poparcia Peru udzielały USA). Dowódcą sił peruwiańskich był gen. Andrés Cáceres, który później miał zostać prezydentem. Chilijczycy doznali kilku znaczących porażek, ale po wygranej pod Huamachco opanowali całkowicie sytuację. Ostatecznie 20 października 1883 podpisano traktat pokojowy w Ancón, w którym prowincja Tarapacá przeszła ostatecznie w ręce Chile.

## Warunki pokojowe
Po traktacie w Ancon Chile miało okupować prowincje Tacna i Arica przez 10 lat, a po tym okresie miał być rozpisany plebiscyt. Ostatecznie w 1929, dzięki mediacji prezydenta Herberta Hoovera, zostało osiągnięte porozumienie, w którym Chile zatrzymało rejon Arica, a Peru odzyskało Tacnę oraz odszkodowanie w wysokości 6 mln dolarów.
W 1884 został podpisany rozejm pomiędzy Chile a Boliwią, który dawał Chile kontrolę nad całym boliwijskim wybrzeżem oraz cennymi złożami miedzi i innych minerałów. W 1904 podpisano traktat, w którym Chile zgodziło się na wybudowanie kolei łączącej boliwijską stolicę La Paz z portem w Arica i wolny tranzyt dla boliwijskiego handlu.